# Kraftwerk Albeni Falls
Das Kraftwerk Albeni Falls (englisch Albeni Falls Dam) ist ein Laufwasserkraftwerk in Bonner County, Idaho, USA. Es ist das erste Kraftwerk in der Kette von insgesamt fünf Wasserkraftwerken am Pend Oreille River, einem linken Nebenfluss des Columbia Rivers. Ungefähr fünf Kilometer flussaufwärts liegt die Ortschaft Priest River und ungefähr zwei Kilometer flussabwärts befindet sich die Gemeinde Newport.
Mit den Bauarbeiten wurde im Januar 1951 begonnen. Sie wurden im Dezember 1955 abgeschlossen. Das Kraftwerk wurde durch das United States Army Corps of Engineers (USACE) errichtet und wird auch vom USACE betrieben. Es dient neben der Stromerzeugung auch dem Hochwasserschutz.
Das Kraftwerk ist nach Peter Albeni Poirier benannt, einem der ersten Siedler in der Gegend.

## Absperrbauwerk
Das Absperrbauwerk besteht aus einer Wehranlage mit zehn Wehrfeldern auf der linken Flussseite und einem Maschinenhaus auf der rechten Seite. Dazwischen liegt eine kleine Insel. Für das Bauwerk wurden 104.000 m³ (136.000 yd³) Beton verbaut. Als Höhe des Bauwerks werden 27 m (90 ft) bzw. 20 m (65 ft) angegeben. Seine Gesamtlänge beträgt 236 m (775 ft), wovon 120 m (400 ft) auf die Wehranlage entfallen.
Das Absperrbauwerk wurde an der Stelle errichtet, an der sich die Albeni Falls befanden. Diese Engstelle behinderte im Frühjahr bei Hochwasser den Abfluss und führte daher zu Überschwemmungen stromaufwärts und am See Pend Oreille. Durch das Kraftwerk wurde die Engstelle beseitigt. Nachdem es im Jahre 1948 im Becken des Columbia Rivers zu schweren Überschwemmungen gekommen war, wurde 1950 durch den Flood Control Act die Grundlage für die Errichtung des Kraftwerks geschaffen.

## Lake Pend Oreille
Der Pend Oreille River ist der natürliche Abfluss aus dem Lake Pend Oreille, der sich ca. 40 km (25 mi) flussaufwärts vom Kraftwerk befindet. Das Kraftwerk staut den Fluss und dient darüber hinaus zur Regulierung des Wasserstands des Sees. Die Stauziele des Sees sind je nach Jahreszeit unterschiedlich: das minimale Stauziel liegt bei 624,7 m (2.049,7 ft), das maximale bei 628,6 m (2.062,5 ft) über dem Meeresspiegel.

## Kraftwerk
Das Kraftwerk Albeni Falls verfügt über eine installierte Leistung von 42,6 MW. Die durchschnittliche Jahreserzeugung liegt bei 200 Mio. kWh. Die drei Kaplan-Turbinen befinden sich in einem Maschinenhaus auf der rechten Flussseite. Der erzeugte Strom wird durch die Bonneville Power Administration (BPA) vermarktet.
Der maximale Durchfluss liegt bei 990 m³/s (35.000 ft/s).

## Sonstiges
Die Errichtungskosten lagen bei 34 (bzw. 46) Mio. USD.